# Thin Lizzy
Thin Lizzy là một ban nhạc hard rock người Ireland thành lập tại Dublin, Ireland vào năm 1969. Hai trong số những thành viên sáng lập ban là tay trống Brian Downey và tay guitar bass kiêm hát chính Phil Lynott đã gặp nhau khi còn trên ghế nhà trường. Lynott là thủ lĩnh dẫn dắt ban trong suốt sự nghiệp 12 album phòng thu cũng như là người sáng tác hầu hết các ca khúc của nhóm. Các đĩa đơn "Whiskey in the Jar" (một bản ballad dân gian của người Ireland), "The Boys Are Back in Town" và "Waiting for an Alibi" đều là những bài hit trên thị trường nhạc quốc tế. Sau khi Lynott qua đời vào năm 1986, ban đã trải qua nhiều lần điều chỉnh nhân sự để lấp khoảng trống mà Lynott để lại trong nhiều năm, khởi đầu là bộ đôi Scott Gorham và John Sykes đóng vai trò chủ chốt. Đến năm 2009 Sykes rời nhóm, còn lại Gorham và Downey tiếp tục duy trì hoạt động của nhóm với một bộ khung mới.
Thủ lĩnh de facto của Thin Lizzy, Lynott là cây sáng tác hoặc đồng sáng tác hầu hết các ca khúc của ban và là người Ireland da màu đầu tiên gặt hái thành công ở mảng nhạc rock. Thin Lizzy có nhiều tay guitar đến và đi trong suốt lịch sử hoạt động của nhóm, nhưng bộ khung chính thì không đổi với Downey chơi trống và Lynott chơi guitar bass. Cũng vì xuất thân từ nhiều chủng tộc khác nhau, những thành viên gia nhập ban nhạc thời kì đầu không chỉ đến từ hai bờ ranh giới của Ireland, mà còn tới từ cộng đồng Công giáo và Tin lành trong cuộc xung đột sắc tộc ở nơi đây. Âm nhạc mà nhóm theo đuổi cũng rất đa dạng như blues, soul, psychedelic rock và nhạc dân gian Ireland, nhưng thông dụng nhất là thể loại hard rock và đôi khi là cả heavy metal. Tạp chí Rolling Stone mô tả ban là một đại diện hard rock có một không hai, "khác xa với hàng đống nhóm nhạc metal nặng ở giữa thập kỷ 70".
Nhà phê bình John Dougan của AllMusic từng nhận định: "Với vai trò là nguồn lực sáng tạo của ban nhạc, Lynott là cây sáng tác giàu trí tuệ và sâu sắc hơn bất kì đồng nghiệp nào của ông, với đề tài thiên về những câu chuyện đời thường, giữa tình yêu và thù ghét trong giai cấp công nhân – ảnh hưởng từ Bob Dylan, Bruce Springsteen và in đậm màu sắc văn học truyền thống của Ireland."
Năm 2012, Gorham và Downey quyết định ngừng thu âm những sáng tác mới dưới cái tên Thin Lizzy, thay vào đó là sử dụng tên mới Black Star Riders để đi lưu diễn và sản xuất nhạc mới, chẳng hạn như album đầu tay All Hell Breaks Loose. Thin Lizzy dự định sẽ tái hợp trong một số ít buổi hòa nhạc.

## Thành viên
Thành viên hiện tại
- Scott Gorham – guitar, hát đệm (1974–1983, 1996–)
- Darren Wharton – keyboard, đồng hát chính, hát đệm (1981–1983, 1996–2000, 2010–)
- Ricky Warwick – hát chính, guitar (2010–)
- Damon Johnson – guitar, hát đệm (2011–)
- Troy Sanders – guitar bass (2019–)
- Scott Travis – trống, bộ gõ (2016–)

## Danh sách đĩa nhạc
- Thin Lizzy (1971)
- Shades of a Blue Orphanage (1972)
- Vagabonds of the Western World (1973)
- Nightlife (1974)
- Fighting (1975)
- Jailbreak (1976)
- Johnny the Fox (1976)
- Bad Reputation (1977)
- Black Rose: A Rock Legend (1979)
- Chinatown (1980)
- Renegade (1981)
- Thunder and Lightning (1983)